# Néoformation
Ne doit pas être confondu avec néoformation (géologie).
Une néoformation désigne littéralement la formation de tissu nouveau, de structure normale ou anormale.
Les néoformations sont des maladies associées à l'apparition de tumeurs bénignes ou malignes. Ceci est associé à la formation de nouvelles cellules, et non uniquement un gonflement par œdème ou agrandissement de cellules préexistantes. La limite est assez floue ; par exemple, des verrues peuvent être vues soit comme une infection virale soit comme néoformation.